# 10-та флотилія підводних човнів Крігсмаріне
10-та флотилія підводних човнів Крігсмаріне (нім. 10. Unterseebootsflottille) — з'єднання, флотилія підводних човнів військово-морських сил Третього Рейху за часів Другої світової війни.

## Історія
10-та флотилія підводних човнів Крігсмаріне була сформована 15 січня 1942 року на військово-морській базі Лор'ян у Бретані, на окупованій частині Франції. Флотилія була одним з основним підрозділів флоту, що використовувалася для виконання бойових цілей в акваторії Атлантичного та Індійського океану в ході Другої світової війни. З моменту заснування до розформування флотилії 21 серпня 1944 року 80 німецьких підводних човнів перебували в її складі. Після розпуску з'єднання решта підводних човнів були переведена на бази в Норвегії та Німеччині. 27 серпня 1944 року сам командир флотилії Гюнтер Кунке прийняв командування U-853, останнім підводним човном, який залишався в Лор'яні, і відплив до Фленсбурга, де очолив 33-тю підводну флотилію.

## Командири
| Час                            | Командир флотилії                                   |
| ------------------------------ | --------------------------------------------------- |
| 15 січня 1942 — 21 жовтня 1944 | корветтен-капітан Гюнтер Кунке (нім. Günter Kuhnke) |

## ПЧ, що входили до складу 10-ї флотилії
| Тип                                   | Кількість | Номер ПЧ |
| ------------------------------------- | --------- | --- |
| типу IXC                              | 32        | U-155, U-158, U-159, U-160, U-163, U-164, U-165, U-166, U-172, U-174, U-175, U-176, U-506, U-508, U-509, U-510, U-511, U-512, U-513, U-514, U-515, U-516, U-517, U-523, U-524, U-527, U-528, U-540, U-541, U-542, U-543, U-544                          |
| типу IXC/40                           | 35        | U-167, U-169, U-170, U-171, U-185, U-186, U-187, U-188, U-192, U-193, U-194, U-525, U-526, U-529, U-530, U-533, U-535, U-537, U-539, U-546, U-549, U-550, U-804, U-844, U-845, U-846, U-853, U-855, U-857, U-865, U-866, U-1221, U-1222, U-1229, U-1230 |
| типу IXD2                             | 4         | U-177, U-178, U-179, U-181 |
| типу XB                               | 1         | U-118 |
| типу XIV                              | 6         | U-459, U-460, U-461, U-462, U-463, U-464 |
| Трофейні ПЧ (нідерландські типу O 21) | 2         | UD-3, UD-5 |